# Gà Chantecler
Gà Chantecler là một giống gà có nguồn gốc ở Canada. Gà Chantecler được phát triển vào đầu thế kỷ 20, tại Tu viện Notre-Dame du Lac ở Oka, Quebec. Giống gà này kháng lạnh rất tốt, và phù hợp cho cả đẻ trứng và sản xuất thịt.

## Lịch sử
Vào đầu của thế kỷ 20, không có giống gà nào được nhân giống ở Canada, và những người nông dân và gia cầm Canada chỉ có gà đẻ gốc châu Âu và Mỹ. Thực tế này được ghi nhận bởi Wilfrid Châtelain, một tu sĩ dòng Trappist và Tiến sĩ Nông học người Anh, khi ông đi quảng cáo đàn gia cầm của Viện Nông nghiệp Oka, một trường nông nghiệp tại tu viện của ông, được liên kết với Đại học Montréal.
Năm 1907, các tu sĩ Trappist đã quyết định san lấp khoảng trống này nhằm lai tạo ra một con gà phù hợp với nhu cầu khí hậu và sản xuất của Canada. Làm việc tại Tu viện Notre-Dame du Lac ở Oka, Chantelain lần đầu tiên kết hợp các giống gà Dark Cornishes, White Leghorns, Rhode Island Reds, White Plymouth Rocks và White Wyandottes, tạo ra biến thể màu trắng của gà Chantecler. Nó được công nhận và được đưa vào Tiêu chuẩn hoàn hảo của Hiệp hội Gia cầm Mỹ vào năm 1921. [3] Đến năm 1918, giống gà này đã được trình diễn trước công chúng. Cho đến ngày nay, gà Chantecler là một trong hai giống gia cầm duy nhất của Canada, và loài duy nhất được một thành viên của một tu viện tạo ra.

## Đặc điểm

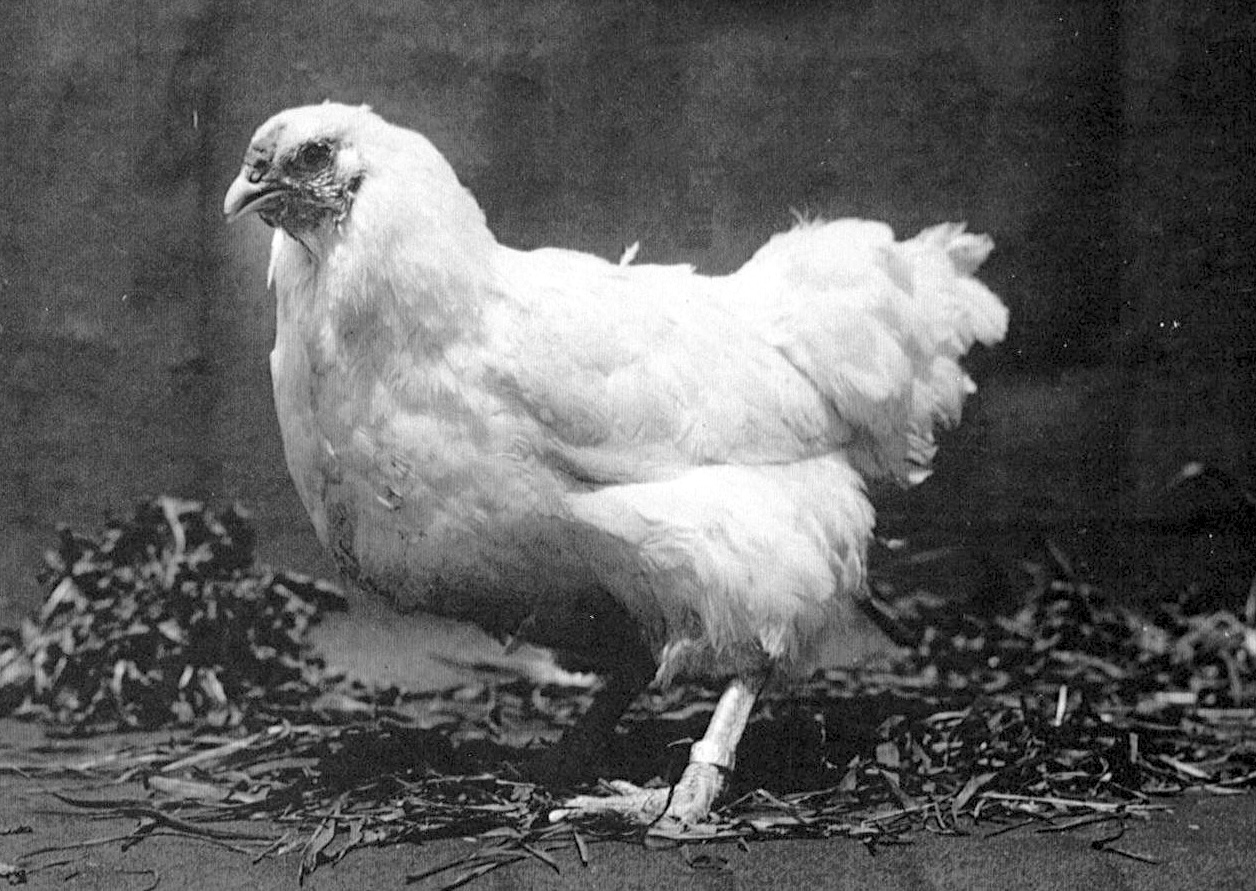
Một con gà mái Chantecler tại Abbey năm 1926

Gà Chantecler là một con gà lớn với khả năng đẻ trứng khá tốt và cho nhiều thịt. Gà trống nặng khoảng 9 kg (4,1 kg), và gà mái là 6,5–7,5 lb (2,9–3,4 kg). Giống ngựa này có da và mỏ vàng và đẻ trứng màu nâu. Với bộ lông sát với cơ thể nhưng có nhiều lông tơ, và một lớp lông đệm nhỏ đặc biệt ở ngực, gà Chantecler là một trong những con gà chịu lạnh tốt nhất. Chúng là loài thích hợp để thuần hóa nhẹ nhàng, nhưng vẫn sống một cách bình tĩnh khi bị nuôi nhốt.

## Sách tham khảo
- Devis de la Poule Chantecler; Pierre Ferron 2009.
- SQPCP...Société Québécoise de la Poule Chantecler Patrimoniale (GALEP).
- Ekarius, Carol (2007). Storey's Illustrated Guide to Poultry Breeds. Storey Publishing. ISBN 978-1-58017-667-5.
- Heinrichs, Christine (2007). How To Raise Chickens. Voyageur Press. ISBN 978-0-7938-0601-0.
- "Chantecler Chicken". albc-usa.org. American Livestock Breeds Conservancy. Bản gốc lưu trữ ngày 30 tháng 8 năm 2013. Truy cập ngày 1 tháng 6 năm 2008.